# 敷地站
敷地站（日语：／ Shikiji eki */?）是位於靜岡縣磐田市敷地，屬於天龍濱名湖鐵道的天龍濱名湖線車站。

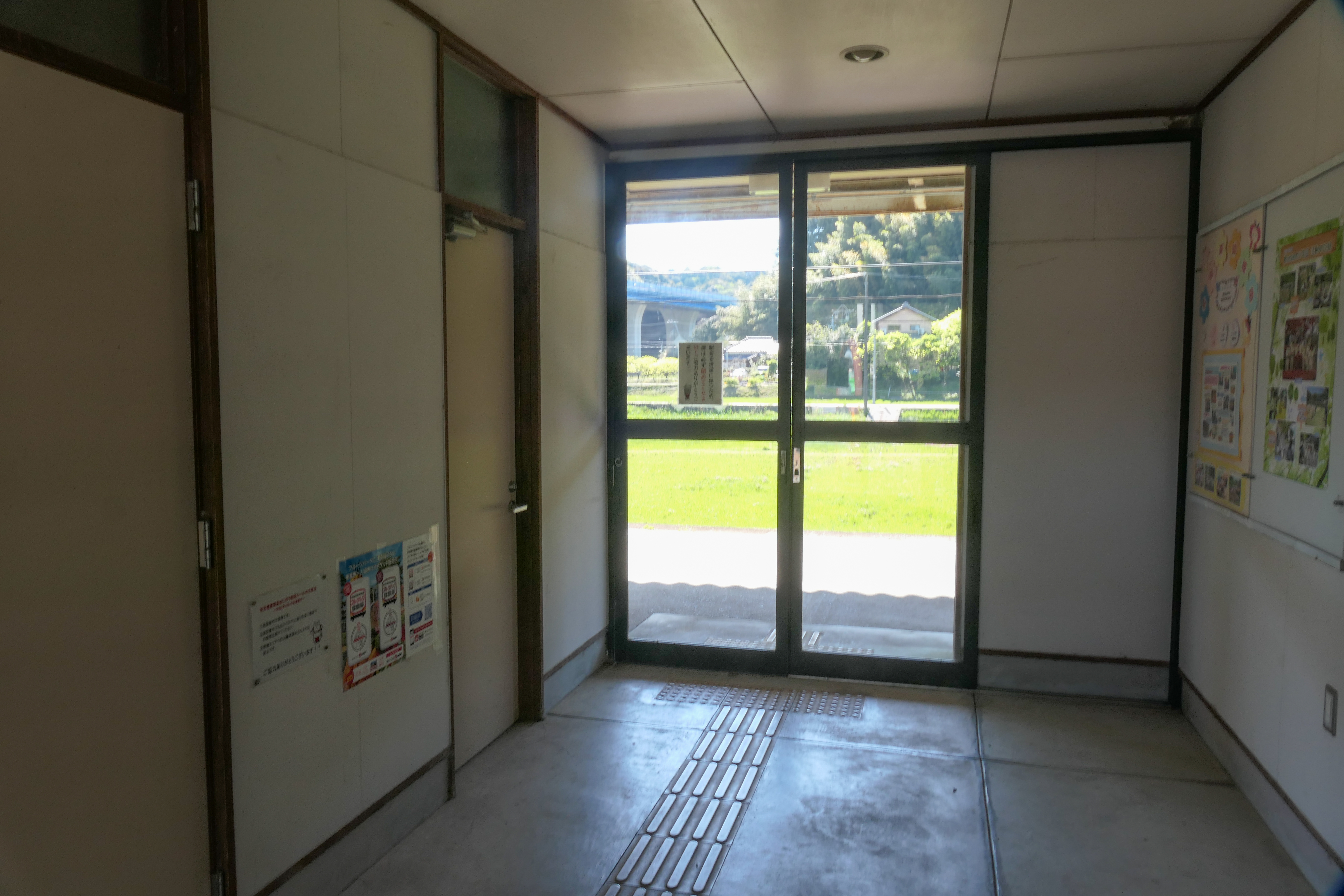
車站內部（2023年4月）

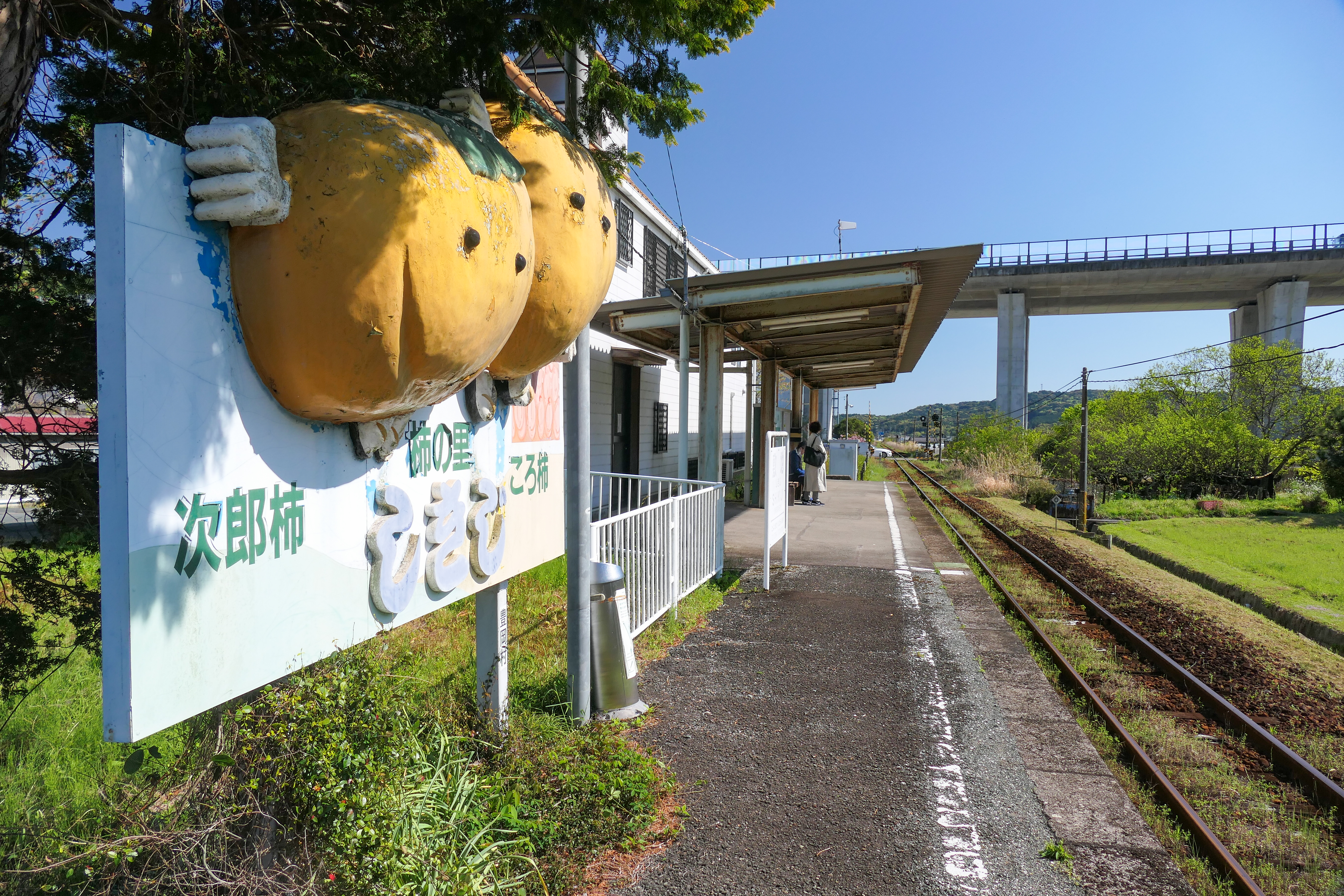
月台（2023年4月）

## 歷史
- 1940年（昭和15年）6月1日 - 國鐵二俁線遠江森站至金指站之間開通，此站啟用。為一般車站。
- 1961年（昭和36年）5月16日 - 遠州鐵道柴油列車會經西鹿島站駛入至遠江森站。
- 1962年（昭和37年）8月21日 - 結束貨物起卸業務，成為旅客車站。
- 1966年（昭和41年）10月1日 - 遠州鐵道柴油列車不再駛入此線。在國鐵二俁線時代，野部站設有電氣路籤交會，為列車交會車站。
- 1970年（昭和45年）6月1日  - 結束行李、小行李起卸業務。成為無人車站。
- 1987年（昭和62年）3月15日 - 二俁線由天龍濱名湖鐵道接管，成為天龍濱名湖鐵道車站。
- 2012年（平成24年）5月14日 - 車站大樓內的豐岡敷地簡易郵局開業。

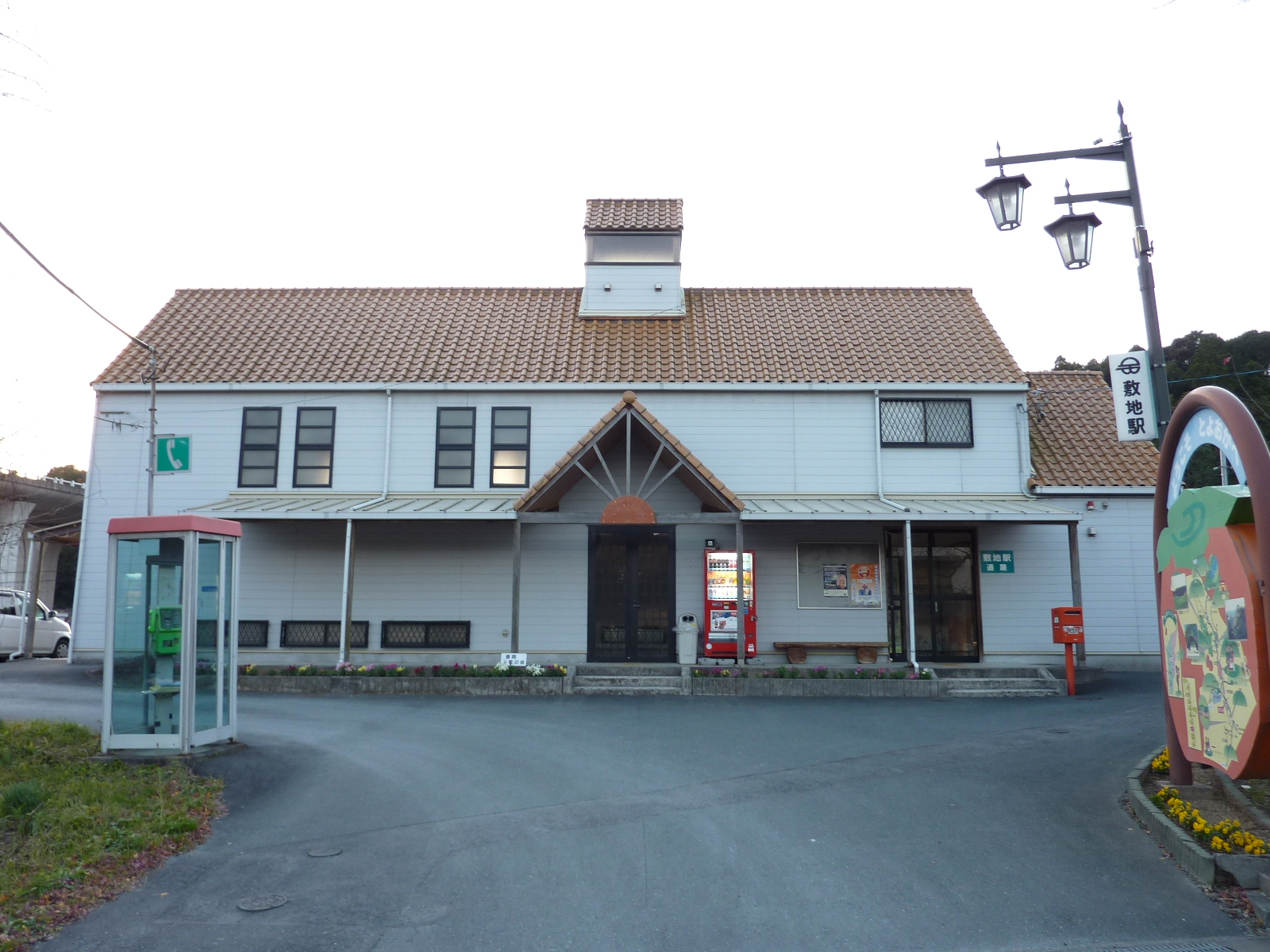
簡易郵局開業前的站房（2009年12月）

## 車站構造
本站是地面車站與無人車站，並且設有1面1線的單式月台。而站內設有豐岡敷地簡易郵局。

## 使用狀況
以下為近年1日平均乘車人次
| 乘車人次變化 | 乘車人次變化      |
| 年度         | 一日平均 乘車人次 |
| ------------ | ----------------- |
| 2008         | 29                |
| 2009         | 25                |
| 2010         | 26                |
| 2011         | 30                |
| 2012         | 27                |
| 2013         | 33                |
| 2014         | 36                |
| 2015         | 45                |
| 2016         | 31                |
| 2017         | 28                |
| 2018         | 29                |

## 車站周邊
- 新平山工業團地
  - 躍馬發動機豐岡工場

## 相鄰車站
天龍濱名湖鐵道
天龍濱名湖線
遠江一宮－敷地－豐岡

## 注腳
1. ↑  豊岡東地区に簡易郵便局がオープンいたしました！（日語） - 豐岡東地區自治會情報（濱三，2012年5月16日，2013年3月15日參閲）
2. ↑  掛川市統計書

## 外部連結
- 敷地站 （页面存档备份，存于）（日語） - 天龍濱名湖鐵道株式會社